# Мехия Годой, Карлос
Карлос Мехия Годой (исп. Carlos Mejía Godoy, 27 июня 1943, Сомото) — популярный никарагуанский музыкант, композитор и певец. Брат Луиса Энрике Мехия Годоя. Отец Камило Мехии.

## Биография
Был сторонником сандинистов. Принимал активное участие в политической жизни страны во время правления сандинистов. Его сын Камило Мехия уехал в США и пошёл на военную службу, был отправлен в Ирак, где арестован за антивоенную деятельность. В 2006 году был кандидатом в вице-президенты от Движения за сандинистское обновление — независимой левой партии, отколовшейся от СФНО. Ныне он продолжает правозащитную деятельность.